# Observador permanente de la Asamblea General de las Naciones Unidas
Además de sus 193 Estados miembros, la Asamblea General de las Naciones Unidas puede otorgar el estatus de observador a una organización internacional, entidad o Estado no miembro, lo que le da derecho a la entidad a participar en el trabajo de ella, aunque con limitaciones. La Asamblea General puede determinar qué privilegios otorga con la condición de observador, como el derecho a hablar en sus reuniones, votar sobre asuntos de procedimiento, actuar como signatarios en los documentos de trabajo y firmar resoluciones, pero no para patrocinar resoluciones o votar sobre resoluciones de asuntos sustantivos. 
La condición de observador puede ser otorgada por una resolución de la Asamblea General de las Naciones Unidas. El estatus de observador permanente se basa únicamente en la práctica de la Asamblea General y no hay disposiciones para ello en la Carta de las Naciones Unidas. Se ha hecho una distinción entre observadores estatales y no estatales. Los Estados no miembros, que son miembros de uno o más organismos especializados, pueden solicitar el estatus de Estado observador permanente. Los observadores no estatales son las organizaciones internacionales y otras entidades.
A la Unión Europea se le otorgó en 2011 el derecho de participar en los debates, presentar propuestas y enmiendas, responder, plantear cuestiones de orden y distribuir documentos, etc. A partir de mayo de 2011, la UE fue la única organización internacional que posee estos derechos mejorados, que ha sido comparada con los derechos de la membresía plena, aunque sin el derecho al voto. Estos derechos adicionales están disponibles para otras organizaciones internacionales que lo requieran, si sus Estados miembros les hayan dado el derecho de hablar a su nombre.

## Requisitos para la membresía en las Naciones Unidas
El artículo 4 del Capítulo II de la Carta de las Naciones Unidas especifica los requisitos para ser miembro de las Naciones Unidas: 

Podrán ser Miembros de las Naciones Unidas todos los demás Estados amantes de la paz que acepten las obligaciones consignadas en esta Carta, y que, a juicio de la Organización, estén capacitados para cumplir dichas obligaciones y se hallen dispuestos a hacerlo.

Una solicitud de membresía debe ser aprobada por el Consejo de Seguridad de las Naciones Unidas (sujeta a veto) y luego a la Asamblea General.

## Estados observadores no miembros
La Asamblea General puede invitar a entidades no miembros a participar en el trabajo de las Naciones Unidas sin membresía formal, y lo ha hecho en numerosas ocasiones. Dichos participantes se describen como observadores, algunos de los cuales pueden clasificarse además como estados observadores no miembros. La mayoría de los antiguos estados observadores no miembros aceptaron la condición de observador en un momento en que solicitaron la membresía pero no pudieron obtenerla debido al veto (o la amenaza de utilizarlo) de uno o más de los miembros permanentes del Consejo de Seguridad. La concesión de la condición de observador se hace solo por la Asamblea General, y no está sujeta a un veto del Consejo de Seguridad.
En algunas circunstancias, un Estado puede elegir convertirse en un observador en lugar de ser miembro de pleno derecho. Por ejemplo, para preservar su neutralidad mientras participaba en su trabajo, Suiza optó por permanecer como observador permanente no miembro desde 1948 hasta que se convirtió en miembro en 2002. La Santa Sede no quiso unirse a las Naciones Unidas como miembro porque "la membresía en la organización no parece estar en consonancia con las disposiciones del Artículo 24 del Tratado de Letrán, en particular con respecto al estado espiritual y la participación en el posible uso de la fuerza". Desde el 6 de abril de 1964, la Santa Sede ha aceptado el estatus de observador permanente en las Naciones Unidas, que se consideró una cortesía diplomática, para permitir al Vaticano participar en las actividades humanitarias de la ONU y en la promoción de la paz.

### Estados observadores no miembros actuales
Desde 2015, hay dos Estados observadores no miembros permanentes en las Naciones Unidas: la Santa Sede y Palestina. La Santa Sede obtuvo su estado de observador no miembro en 1964 y Palestina fue designada como tal en 2012, tras una solicitud de membresía plena en 2011 que aún no se ha sometido a una votación del Consejo de Seguridad de la ONU en gran parte debido a presiones de Estados Unidos. Tanto la Santa Sede como Palestina se describen como "Estados no miembros que han recibido una invitación permanente para participar como observadores en las sesiones y en la labor de la Asamblea General y para mantener misiones permanentes de observación en la Sede".
El cambio de la condición del estatus de Palestina en 2012 de "entidad observadora no miembro" a "Estado observador no miembro" se consideró como una "mejora" de situación. Muchos calificaron el cambio de "simbólico", pero se consideró que proporcionaba un nuevo impulso a los palestinos en sus tratos con Israel. Como resultado, en el cambio de estatus, la Secretaría General de las Naciones Unidas reconoció el derecho de Palestina a ser parte en los tratados de los cuales el secretario general de las Naciones Unidas es el depositario.
Los asientos en el Salón de la Asamblea General se organizan de modo que los Estados observadores no miembros se sienten inmediatamente después de los Estados miembros de la ONU y antes de los otros observadores. El 10 de septiembre de 2015, la Asamblea General aprobó el izado en la sede de la ONU de las banderas de los Estados observadores no miembros junto con los de los Estados miembros de la ONU.
| País       | Inicio de periodo como observador |
| ---------- | --- |
| Santa Sede | 6 de abril de 1964: Estado de observador permanente otorgado. 1° de julio de 2004: obtuvo todos los derechos de la membresía plena, excepto los derechos de voto, la presentación de propuestas de resolución sin copatrocinio y la presentación de candidatos (A/RES/58/314) |
| Palestina  | 22 de noviembre de 1974: estatus de observador no estatal para la Organización de Liberación de Palestina (OLP) (A/ RES/3237 (XXIX)) 9 de diciembre de 1988: derecho a distribuir comunicaciones sin intermediarios (A/RES/43/160) 15 de diciembre de 1988: designación como "Palestina" (A/RES/43/177) 7 de julio de 1998: derecho a participar en el debate general y derechos adicionales (A/RES/52/250) 29 de noviembre de 2012: estatus de Estado observador no miembro (A/RES/67/19) 17 de diciembre de 2012: el Jefe de Protocolo de la ONU Yeocheol Yoon decide que la designación de "Estado de Palestina" será utilizada por la Secretaría en todos los documentos oficiales de las Naciones Unidas. |

Notas
- Las Islas Cook y Niue, ambos Estados en asociación libre con Nueva Zelanda, son miembros de varios organismos especializados de las Naciones Unidas, y su "plena capacidad de elaboración de tratados" ha sido reconocida por la Secretaría de las Naciones Unidas en 1992 y 1994, respectivamente.[23] Las Islas Cook han expresado su deseo de convertirse en un estado miembro de la ONU, pero Nueva Zelanda ha dicho que no apoyarán la solicitud sin un cambio en su relación constitucional, en particular el derecho de los isleños de Cook a la ciudadanía neozelandesa.[24]

- La República de China, comúnmente conocida como Taiwán, fue un miembro fundador de las Naciones Unidas representando a China, que se había dividido entre la República de China y la República Popular China desde la guerra civil china. Sin embargo, en 1971, la Resolución 2758 de la Asamblea General de las Naciones Unidas transfirió el asiento de China en la ONU de la República de China a la República Popular China. Desde entonces, Taiwán ha tratado de reanudar su participación en las actividades de la ONU. Se consideraron varios métodos, incluida la búsqueda de la condición de observador,[25] pero, en última instancia, la República de China optó por presentar solicitudes más vagas que no especificaban la forma de participación que buscaba entre 1993 y 2006.[26] En 2007 se presentó una solicitud formal de membresía completa,[27] mientras que en 2008 solicitó participar en las agencias especializadas.[28][29] Estas solicitudes han sido denegadas sistemáticamente debido al reconocimiento por parte de las Naciones Unidas de la República Popular China como "representante legítimo de China ante las Naciones Unidas".[30] El secretario general de la ONU concluyó de la resolución que la Asamblea General consideraba a Taiwán como una provincia de China, y por lo tanto no permite que la República de China se convierta en parte de los tratados de los que es depositaria.[31]

- Las Naciones Unidas reconocen a otros países como no autónomos y aparecen en la lista de territorios no autónomos de las Naciones Unidas, pero están representados en la ONU por sus respectivos Estados miembros administradores.

### Estados observadores no miembros anteriores
16 estados no miembros también obtuvieron la condición de observador. Catorce de esos estados finalmente se convirtieron en miembros de las Naciones Unidas. Los otros dos constituyen un solo caso especial.
La mayoría de los estados observadores no miembros anteriores aceptaron este estado en un momento en que solicitaron la membresía pero no pudieron obtenerla debido al veto (o la amenaza de utilizarlo) de uno o más de los miembros permanentes del Consejo de Seguridad. Los vetos se superaron posteriormente, ya sea por cambios en las circunstancias geopolíticas, o por "paquetes de acuerdos" en virtud de los cuales el Consejo de Seguridad aprobó varios nuevos Estados miembros al mismo tiempo, como se hizo con una docena de países en 1955 y con Alemania Oriental y Occidental en 1973.[cita requerida]
| País                          | Inicio de periodo como observador | Ingreso como miembro pleno |
| ----------------------------- | --------------------------------- | -------------------------- |
| Alemania Occidental           | 1952                              | 1973                       |
| República Democrática Alemana | 1972                              | 1973                       |
| Austria                       | 1952                              | 1955                       |
| Bangladés                     | 1973                              | 1974                       |
| Corea del Norte               | 1973                              | 1991                       |
| Corea del Sur                 | 1949                              | 1991                       |
| España                        | 1955                              | 1955                       |
| Finlandia                     | 1952                              | 1955                       |
| Italia                        | 1952                              | 1955                       |
| Japón                         | 1952                              | 1956                       |
| Kuwait                        | 1962                              | 1963                       |
| Mónaco                        | 1956                              | 1993                       |
| Suiza                         | 1946                              | 2002                       |
| Vietnam del Norte             | 1975                              | N/A                        |
| Vietnam del Sur               | 1952                              | N/A                        |
| Vietnam                       | 1976                              | 1977                       |

## Entidades y organismos internacionales
Muchas organizaciones intergubernamentales y algunas otras entidades (organizaciones no gubernamentales y otras con diversos grados de o soberanía) están invitadas a convertirse en observadores en la Asamblea General. Algunos de ellos mantienen una oficina permanente en la sede de las Naciones Unidas en Nueva York, mientras que otros no lo hacen. Sin embargo, esta es la elección de la organización y no implica diferencias en su estatus.

### Entidades observadoras actuales
Las entidades que actualmente tienen estatus de observadores en la Asamblea General de la ONU son las siguientes:
| Entidad | Inicio de periodo como observador                                                     |
| --- | ------------------------------------------------------------------------------------- |
| Academia Internacional contra la Corrupción                                                                                                  | Resolución 68/122, 16 de diciembre de 2013                                            |
| Agencia Internacional de las Energías Renovables                                                                                             | Resolución 66/110, 9 de diciembre de 2011                                             |
| Asamblea Parlamentaria del Mediterráneo | Resolución 64/124, 16 de diciembre de 2009                                            |
| Asociación de Asia Meridional para la Cooperación Regional                                                                                   | Resolución 59/53, 2 de diciembre de 2004                                              |
| Asociación de Estados del Caribe | Resolución 53/5, 15 de octubre de 1998                                                |
| Asociación de los Países del Océano Índico                                                                                                   | Resolución 70/123, 14 de diciembre de 2015                                            |
| Asociación de Naciones del Sureste Asiático (ASEAN)                                                                                          | Resolución 61/44, 4 de diciembre de 2006                                              |
| Asociación Latinoamericana de Integración | Resolución 60/25, 23 de noviembre de 2005                                             |
| Asociados para la Población y el Desarrollo                                                                                                  | Resolución 57/29, 19 de noviembre de 2002                                             |
| Autoridad Intergubernamental para el Desarrollo                                                                                              | Resolución 66/112, 9 de diciembre de 2011                                             |
| Autoridad Internacional de los Fondos Marinos                                                                                                | Resolución 51/6, 24 de octubre de 1996                                                |
| Banco Africano de Desarrollo | Resolución 42/10, 28 de octubre de 1987                                               |
| Banco Asiático de Desarrollo | Resolución 57/30, 19 de noviembre de 2002                                             |
| Banco Centroamericano de Integración Económica                                                                                               | Resolución 71/157, 13 de diciembre de 2016                                            |
| Banco de Desarrollo Euroasiático | Resolución 62/76, 6 de diciembre de 2007                                              |
| Banco Interamericano de Desarrollo | Resolución 55/160, 12 de diciembre de 2000                                            |
| Banco Islámico de Desarrollo | Resolución 61/259, 28 de marzo de 2007                                                |
| Cámara de Comercio Internacional | Resolución 71/156, 13 de diciembre de 2016                                            |
| Centro del Sur | Resolución 63/131, 11 de diciembre de 2008                                            |
| Centro Internacional de Formulación de Políticas Migratorias                                                                                 | Resolución 57/31, 19 de noviembre de 2002                                             |
| Centro Regional sobre las Armas Pequeñas y las Armas Ligeras en la Región de los Grandes Lagos, el Cuerno de África y los Estados Limítrofes | Resolución 62/73, 6 de diciembre de 2007                                              |
| Comisión del Océano Índico | Resolución 61/43, 4 de diciembre de 2006                                              |
| Comisión Internacional Humanitaria de Encuesta                                                                                               | Resolución 64/121, 16 de diciembre de 2009                                            |
| Comité Internacional de la Cruz Roja | Resolución 45/6, 16 de octubre de 1990                                                |
| Comité Olímpico Internacional | Resolución 64/3, 19 de octubre de 2009                                                |
| Commonwealth | Resolución 31/3, 18 de octubre de 1976                                                |
| Comunidad Andina | Resolución 52/6, 22 de octubre de 1997                                                |
| Comunidad de Desarrollo de África Austral (SADC)                                                                                             | Resolución 59/49, 2 de diciembre de 2004                                              |
| Comunidad de África Oriental | Resolución 58/86, 9 de diciembre de 2003                                              |
| Comunidad de Estados Independientes | Resolución 48/237, 24 de marzo de 1994                                                |
| Comunidad de Estados Sahelo-saharianos | Resolución 56/92, 12 de diciembre de 2001                                             |
| Comunidad de Países de Lengua Portuguesa | Resolución 54/10, 26 de octubre de 1999                                               |
| Comunidad del Caribe (CARICOM) | Resolución 46/8, 16 de octubre de 1991                                                |
| Comunidad del Pacífico | Resolución 69/130, 10 de diciembre de 2014                                            |
| Comunidad Económica de los Estados de África Central                                                                                         | Resolución 55/161, 12 de diciembre de 2000                                            |
| Comunidad Económica de Estados de África Occidental                                                                                          | Resolución 59/51, 2 de diciembre de 2004                                              |
| Conferencia de La Haya de Derecho Internacional Privado                                                                                      | Resolución 60/27, 23 de noviembre de 2005                                             |
| Conferencia de Ministros de Justicia de los Países Iberoamericanos                                                                           | Resolución 71/153, 13 de diciembre de 2016                                            |
| Conferencia Internacional sobre la Región de los Grandes Lagos de África                                                                     | Resolución 64/123, 16 de diciembre de 2009                                            |
| Conferencia de Interacción y Medidas de Confianza en Asia                                                                                    | Resolución 62/77, 6 de diciembre de 2007                                              |
| Consejo de Cooperación para los Estados Árabes del Golfo                                                                                     | Resolución 62/78, 6 de diciembre de 2007                                              |
| Consejo de Europa | Resolución 44/6, 17 de octubre de 1989                                                |
| Cooperación Económica del Mar Negro | Resolución 54/5, 8 de octubre de 1999                                                 |
| Corporación Andina de Fomento | Resolución 67/101, 14 de diciembre de 2012                                            |
| Corte Penal Internacional | Resolución 58/318, 13 de septiembre de 2004                                           |
| Corte Permanente de Arbitraje | Resolución 48/3, 13 de octubre de 1993                                                |
| Cumbre Iberoamericana | Resolución 60/28, 23 de noviembre de 2005                                             |
| Federación Internacional de Sociedades de la Cruz Roja y de la Media Luna Roja                                                               | Resolución 49/2, 19 de octubre de 1994                                                |
| Fondo Común para los Productos Básicos | Resolución 60/26, 23 de noviembre de 2005                                             |
| Fondo de la OPEP para el Desarrollo Internacional                                                                                            | Resolución 61/42, 4 de diciembre de 2006                                              |
| Fondo Internacional para la Rehabilitación del Mar de Aral                                                                                   | Resolución 63/133, 11 de diciembre de 2008                                            |
| Fondo Mundial de Lucha contra el sida, la Tuberculosis y la Malaria (The Global Fund)                                                        | Resolución 64/122, 16 de diciembre de 2009                                            |
| Foro de Desarrollo de las Islas del Pacífico                                                                                                 | Resolución 71/155, 13 de diciembre de 2016                                            |
| Foro de las Islas del Pacífico | Resolución 49/1, 17 de octubre de 1994                                                |
| Grupo de los Estados de África, el Caribe y el Pacífico                                                                                      | Resolución 36/4, 15 de octubre de 1981                                                |
| Iniciativa Centroeuropea | Resolución 66/111, 9 de diciembre de 2011                                             |
| Instituto de Crecimiento Verde Mundial | Resolución 68/124, 16 de diciembre de 2013                                            |
| Instituto Internacional para la Democracia y Asistencia Electoral                                                                            | Resolución 58/83, 9 de diciembre de 2003                                              |
| Instituto Internacional para la Unificación del Derecho Privado                                                                              | Resolución 68/121, 16 de diciembre de 2013                                            |
| Instituto Italo-Latinoamericano | Resolución 62/74, 6 de diciembre de 2007                                              |
| Liga Árabe | Resoluciones 477 (V) (1° de noviembre de 1950) y 36/24 (9 de noviembre de 1981)       |
| Orden de Malta | Resolución 48/265, 24 de agosto de 1994                                               |
| Organismo Intergubernamental Panafricano Agua y Saneamiento para África                                                                      | Resolución 68/123, 16 de diciembre de 2013                                            |
| Organismo Internacional de Juventud para Iberoamérica                                                                                        | Resolución 71/154, 13 de diciembre de 2016                                            |
| Organismo para la Proscripción de las Armas Nucleares en América Latina y el Caribe                                                          | Resolución 43/6, 17 de octubre de 1988                                                |
| Organización Consultiva Jurídica Asiático-Africana                                                                                           | Resolución 35/2, 13 de octubre de 1980                                                |
| Organización de Cooperación de Shanghái | Resolución 59/48, 2 de diciembre de 2004                                              |
| Organización de Cooperación Económica | Resolución 48/2, 13 de octubre de 1993                                                |
| Organización de Cooperación Económica del Grupo de los Ocho Países en Desarrollo                                                             | Resolución 69/129, 10 de diciembre de 2014                                            |
| Organización para la Cooperación Islámica | Resolución 3369 (XXX), 10 de octubre de 1975                                          |
| Organización Mundial de Aduanas | Resolución 53/216, 23 de marzo de 1999                                                |
| Organización para la Cooperación y el Desarrollo Económicos (OCDE)                                                                           | Resolución 53/6, 15 de octubre de 1998                                                |
| Organización de Estados del Caribe Oriental                                                                                                  | Resolución 59/52, 2 de diciembre de 2004                                              |
| Organización de los Estados Americanos (OEA)                                                                                                 | Resolución 253 (III), 16 de octubre de 1948                                           |
| Organización del Tratado de la Seguridad Colectiva                                                                                           | Resolución 59/50, 2 de diciembre de 2004                                              |
| Organización Europea de Investigación Nuclear (CERN)                                                                                         | Resolución 67/102, 14 de diciembre de 2012                                            |
| Organización Hidrográfica Internacional | Resolución 56/91, 12 de diciembre de 2001                                             |
| Organización Internacional de la Francofonía                                                                                                 | Resolución 33/18, 10 de noviembre de 1978, y decisión 53/453, 18 de diciembre de 1998 |
| Organización Internacional de Policía Criminal (INTERPOL)                                                                                    | Resolución 51/1, 15 de octubre de 1996                                                |
| Organización Internacional de Protección Civil                                                                                               | Resolución 70/122, 14 de diciembre de 2015                                            |
| Organización Internacional para el Derecho del Desarrollo                                                                                    | Resolución 56/90, 12 de diciembre de 2001                                             |
| Organización Internacional para las Migraciones                                                                                              | Resolución 47/4, 16 de octubre de 1992                                                |
| Organización para la Democracia y el Desarrollo Económico –GUAM                                                                              | Resolución 58/85, 9 de diciembre de 2003, y decisión 71/556, 8 de septiembre de 2017  |
| Organización para la Seguridad y la Cooperación en Europa (OSCE)                                                                             | Resolución 48/5, 13 de octubre de 1993                                                |
| Parlamento Latinoamericano | Resolución 48/4, 13 de octubre de 1993                                                |
| Partners in Population and Development | Resolución 57/29, 19 de noviembre de 2002                                             |
| Red Internacional para el Bambú y el Rattan                                                                                                  | Resolución 72/125, 7 de diciembre de 2017                                             |
| Sistema de Integración Centroamericana | Resolución 50/2, 12 de octubre de 1995                                                |
| Sistema Económico Latinoamericano y del Caribe                                                                                               | Resolución 35/3, 13 de octubre de 1980                                                |
| Tratado de la Carta de la Energía | Resolución 62/75, 6 de diciembre de 2007                                              |
| Tribunal Internacional del Derecho del Mar                                                                                                   | Resolución 51/204, 17 de diciembre de 1996                                            |
| Unión Africana | Resolución 2011 (XX), 11 de octubre de 1965, y decisión 56/475, 15 de agosto de 2002  |
| Unión de Naciones Suramericanas (UNASUR) | Resolución 66/109, 9 de diciembre de 2011                                             |
| Unión Económica Euroasiática | Resolución 58/84, 9 de diciembre de 2003                                              |
| Unión Económica y Monetaria de África Occidental                                                                                             | Resolución 66/113, 9 de diciembre de 2011                                             |
| Unión Europea | Resoluciones 3208 (XXIX) (11 de octubre de 1974) y 65/276 (3 de mayo de 2011)         |
| Unión Internacional para la Conservación de la Naturaleza                                                                                    | Resolución 54/195, 17 de diciembre de 1999                                            |
| Unión Interparlamentaria | Resolución 57/32, 19 de noviembre de 2002                                             |
| Unión por el Mediterráneo | Resolución 70/124, 14 de diciembre de 2015                                            |
| Universidad para la Paz | Resolución 63/132, 11 de diciembre de 2008                                            |

### Entidades observadoras anteriores
La Organización del Pueblo de África del Sudoeste (SWAPO), un Movimiento de liberación nacional en Namibia, obtuvo el estatus de observador con derecho a circular comunicaciones sin intermediarios a partir de 1976. Esto terminó en 1990 cuando Namibia logró su independencia y se le otorgó la membresía plena en las Naciones Unidas al mismo tiempo que SWAPO se transformó en un partido político.